# Microheros
Microheros Wesolowska & Cumming, 1999 è un genere di ragni appartenente alla famiglia Salticidae.

## Etimologia
Il nome deriva dal greco , micròs, che significa piccolo e ἦρως, héros, eroe; in quanto, nonostante le piccole dimensioni, assale le feroci termiti.

## Caratteristiche
Il genere è monospecifico e, unico fra gli Aelurillini, si nutre specificamente di termiti.

## Distribuzione
L'unica specie nota di questo genere è stata reperita nell'Africa meridionale

## Tassonomia
A maggio 2010, si compone di una sola specie:
- Microheros termitophagus Wesolowska & Cumming, 1999[2] — Africa meridionale